# ریوش
ریوش () مرکز شهرستان کوهسرخ در جنوب‌غربی استان خراسان رضوی و شمال شرق ایران است. جمعیت این شهر در سرشماری سال ۱۳۹۵ برابر با ۵٬۶۸۷ نفر بوده است. از ویژگی‌های برجستهٔ ریوش رودها (به‌ویژه رودخانهٔ نابای) و باغ‌های سرسبز است که به‌همراه درختان بلند و آب‌وهوای معتدل، چشم‌اندازهای زیبایی را آفریده‌اند و گردشگران بسیاری را در تمام فصل‌های سال به‌ویژه فصل بهار به این شهر می‌کشانند. ریوش به‌دلیل کوهستانی بودن؛ خانه‌های بافت کهنی که دارد به‌گونه پلکانی می‌باشند. اصلی‌ترین فرآورده این شهر بادام است و از دیگر فرآورده‌های مهم ریوش می‌توان به گونه‌های خشکبار از جمله برگه زردآلو، آلو طلایی و گردو اشاره کرد. همچنین لبنیات محلی آن را می‌توان از دوغ، شیر، کره محلی، روغن زرد محلی نام برد که به‌دلیل ارگانیک بودن و کیفیت بالا بسیار خواهان دارد. ریوش و روستاهای شهرستان آن دارای بیش از ۱۲۰ هنرمند صنایع دستی است و مهم‌ترین صنایع دستی آن فرت‌بافی و رودوزی است. ریوش در ۲۵ کیلومتری شمال کاشمر و ۱۰۰ کیلومتری جنوب نیشابور قرار گرفته است. این شهر بر روی رشته‌کوه کوهسرخ قرار دارد.

## نام‌گذاری و پیشینه
در کتاب «تاریخ کاشمر» دربارهٔ نام‌گذاری این شهر گفته شده است: ریوش را درگذشته «ری» «وش» به معنای محل رویش رود گفته‌اند. با توجه به شواهد این منطقه پیش از ورود دین اسلام نیز مسکونی بوده و با توجه به اینکه راه پیشین شهرهای جنوبی خراسان به تهران از این منطقه می‌گذشته، درگذشته دارای اهمیت بیشتری بوده است. از مهم‌ترین رویدادهای تاریخی آن می‌توان به حملهٔ مغول به ایران اشاره کرد که پس از چیرگی بر نیشابور به‌دلیل دشواری راه و مارهای فراوان این منطقه اسبان و سربازان مغول نتوانسته‌اند از این منطقه رد شوند.

## مردم

### جمعیت
برپایهٔ سرشماری عمومی نفوس و مسکن در سال ۱۳۹۵ جمعیت این شهر ۵٬۶۸۷ نفر (۱۳۹۵) بوده است.

### زبان
مردم ریوش به زبان فارسی و به گویش کوهسرخی سخن می‌گویند.

## موقعیت جغرافیایی
شهر ییلاقی ریوش از سطح دریا ۱۷۰۴ متر ارتفاع دارد و در طول جغرافیایی ۵۸ درجه و ۲۷ دقیقه و عرض جغرافیایی ۳۵ درجه و ۲۸ دقیقه جای گرفته است. این شهر از شمال به عشق‌آباد و نیشابور، از جنوب به کاشمر، از شرق به تربت حیدریه، از غرب به بردسکن، از جنوب‌غربی به خلیل‌آباد و از شمال‌غربی به ششتمد راه دارد.
ریوش به‌علت قرارگرفتن در دامنه‌های کوهٔ آریا و رشته‌کوه کوهسرخ و برخورداری از آب‌وهوای معتدل، آب فراوان و باغ‌های گسترده و چشم‌اندازهای طبیعی دیدنی به‌عنوان یکی از کانون‌های بزرگ مسافران و گردشگران از شهر کاشمر و شهرهای همسایه است. همچنین کوه آریا به عنوان یکی از مستعدترین پیست‌های پروازی در استان شناخته شده است.

## اماکن تاریخی، آثار باستانی و جهانگردی
- آبگیر مصنوعی نابای
- آسیاب‌آبی نابای
- باغات، رودها و آبشارها و چشمه‌های فراوان واقع در اطراف شهری ریوش
- بافت قدیم و خانه‌های پلکانی در جنوب شهر ریوش
- پارک جنگلی ریوش در ارتفاعات شمالی شهر ریوش
- تپه مکی؛ تپه‌ای باستانی مربوط به هزاره اول پیش از میلاد
- کوه آریا؛ دارای سایت پروازی (پاراگلایدر) واقع در شمال‌غربی شهر ریوش[۱۰]
- مزار شهدای گمنام ریوش واقع در ضلع شمالی پارک جنگی ریوش